# Microstylum remicorne
Microstylum remicorne là một loài ruồi trong họ Asilidae. Microstylum remicorne được Loew miêu tả năm 1863. Loài này phân bố ở vùng nhiệt đới châu Phi.